# Pomaria (Caroline du Sud)
Pour l’ancienne cité romaine, voir Pomaria.
La ville américaine de Pomaria est située dans le comté de Newberry, dans l’État de Caroline du Sud. Lors du recensement de 2010, elle comptait 179 habitants.

## Démographie
| 1910 | 1920 | 1930 | 1940 | 1950 | 1960 |
| ---- | ---- | ---- | ---- | ---- | ---- |
| 238  | 288  | 263  | 263  | 251  | 230  |

| 1970 | 1980 | 1990 | 2000 | 2010 | - |
| ---- | ---- | ---- | ---- | ---- | - |
| 264  | 271  | 267  | 177  | 179  | - |

## Source
- (en) Cet article est partiellement ou en totalité issu de l’article de Wikipédia en anglais intitulé « Pomaria, South Carolina » (voir la liste des auteurs).